# Alcalus
Alcalus (лат.) — род бесхвостых земноводных из семейства Ceratobatrachidae. Род назван в честь Анхеля Алькалы, филиппинского биолога, который работал с амфибиями Юго-Восточной Азии.

## Описание
Это лягушки среднего размера, самцы имеют длину тела 20-37 мм, а самки 26-43 мм. Голова широкая. Кожа грубо текстурирована, бугристая или «морщинистая» по внешнему виду. Присоски широкие. У самцов есть брачные мозоли, но отсутствуют горловые мешки.

## Распространение
Обитают на островах Палаван (Филиппины), Борнео и полуострове Малакка.

## Классификация
На февраль 2023 года в род включают 5 видов:
- Alcalus baluensis (Boulenger, 1896) — Калимантанская крохотница
- Alcalus mariae (Inger, 1954) — Палаванская крохотница
- Alcalus rajae (Iskandar, Bickford, and Arifin, 2011)
- Alcalus sariba (Shelford, 1905)
- Alcalus tasanae (Smith, 1921) — Нежная лягушка